# Magura Stuposiańska
Magura Stuposiańska (1016 m n.p.m.) – szczyt w Bieszczadach Zachodnich stanowiący kulminację masywu rozciągającego się pomiędzy Przysłupem Caryńskim a Kosowcem. Masyw ten ma charakter podłużnego grzbietu przebiegającego z NW na SE i jest ograniczony dolinami Sanu, Dwernika, Caryńskiego, Bystrego i Wołosatego. Główny, najwyższy wierzchołek znajduje się w części centralnej; poza tym jest jeszcze kilka innych kulminacji, z których jedna, będąca węzłem szlaków turystycznych, ma wysokość 983 m i usytuowana jest najbliżej Przysłupu Caryńskiego. 
Często w Bieszczadach spotykana nazwa magura  jest pochodzenia wołoskiego i oznacza wysoką, odosobnioną górę. Druga część nazwy pochodzi od leżącej w pobliżu miejscowości Stuposiany. 
Cały masyw Magury Stuposiańskiej objęty jest ochroną Parku Krajobrazowego Doliny Sanu. Porastają go lasy bukowe, mocno już przetrzebione. Na wierzchołku jest polana z rozległymi widokami, jednak mocno już zarasta lasem. 
W południowo-wschodnim ramieniu masywu znajdują się trzy niewielkie jaskinie, z których największa jest Studnia Leśników.

## Szlaki turystyczne
Czasy przejścia podane są do wierzchołka 983 m n.p.m. (na główny szczyt idzie się stamtąd ok. 15 min).
 Pszczeliny-Widełki – wierzchołek 983 m n.p.m. – Magura Stuposiańska 1016 m n.p.m. – Dwernik:
- z Widełek 1.55 h (↓ 1.05 h)
- z Dwernika 3.30 h (↓ 2.45 h)

 Połonina Caryńska – Przysłup Caryński – wierzchołek 983 m n.p.m. Dalej szlakiem niebieskim.:
- z Przysłupu Caryńskiego 0.55 h (↓ 0.30 h)
- z Połoniny Caryńskiej (od szlaku czerwonego) 1.55 h (z powrotem 2.30 h)